# Metaregresja
Metaregresja (ang. meta-regression) – procedura statystyczna będąca specyficzną formą metaanalizy w ramach której wykorzystuje się analizę regresji do łączenia, porównywania oraz syntezy wyników wielu badań, przy jednoczesnym uwzględnieniu wpływu dostępnych współzmiennych na zmienną zależną.
Metaregresja jest bardziej skomplikowana niż zwykła metaanaliza w której dokonuje się tylko obliczenia łącznej wielkości efektu z wielu badań, niemniej w ostatnich latach jest coraz częściej wykonywaną procedurą. Dzieje się tak ze względu na korzyści, jakie przynosi metaregresja. W przeciwieństwie do prostej metaanalizy, metaregresja ma na celu powiązanie wielkości efektu z jedną lub większą liczbą cech zaangażowanych badań. W związku z tym różnica pomiędzy metaanalizą i metaregresją wydaje się analogiczna do różnicy pomiędzy obliczeniem prostej miary wielkości efektu i dokonaniem analizy regresji.